# Tania Concha
Tania Valentina Concha Hidalgo (16 de octubre de 1967) es una gestora cultural y política chilena, militante del Partido Comunista de Chile (PCCh), hija de la exalcaldesa de Coronel, Norma Hidalgo. Entre 2008 y 2012 se desempeñó como concejala de Coronel, y entre 2013 y 2023 como Consejera Regional del Biobío.

## Biografía
De familia política, Tania es hija de la ex alcadesa, la militante comunista Norma Hidalgo González y Santiago Concha.
Tras del Golpe de Estado en Chile de 1973 su madre es destituida del cargo de alcaldesa luego de ser detenida y torturada. En 1974 la familia parte al exilio en República Democrática Alemana, volviendo a Chile con la caída de la dictadura militar de Augusto Pinochet el 1 de septiembre de 1988 junto a sus padres.

## Carrera política
Inicia su carrera política el año 2004, tras postularse como candidata a concejala de Coronel, obteniendo el 4,73% de los votos, sin resultar electa. En 2008 es electa concejala por la comuna de Coronel, cargo que ejerce hasta 2012, tras finalizar su periodo.
Se presenta como candidata a Consejera Regional del Biobío, por la circunscripción provincial de Concepción III (Sur), cargo para el que es electa. Se desempeña como consejera regional durante tres períodos, siendo reelecta en los años 2017 y 2021, oportunidad en la cual es electa con la primera mayoría de votos a nivel regional.
Como consejera alcanza notoriedad apoyando y defendiendo distintos proyectos de inversión local, particularmente en la zona del carbón. Su gestión se caracteriza por impulsar iniciativas de igualdad de género,  descentralización e infraestructura pública.
A finales del año 2023 renuncia a su cargo para presentarse como precandidata a alcaldesa de Coronel, quedando fuera del cupo de la lista oficialista, que optó como único candidato del oficialismo al alcalde en ejercicio Boris Felipe Chamorro Rebolledo, que resultara electo con las del 50 % de las votaciones.

## Historial electoral

### Elecciones municipales de 2004
- Elecciones municipales de 2004, para el concejo municipal de Coronel.[5]

| Candidato                    | Pacto                          | Partido | Votos | %      | Resultado |
| ---------------------------- | ------------------------------ | ------- | ----- | ------ | --------- |
| José Suazo Muñoz             | Concertación por la Democracia | PS      | 7 102 | 18,41% | Concejal  |
| Hugo Monsalves Obreque       | Concertación por la Democracia | PS      | 5 189 | 13,45% | Concejal  |
| Edmundo Salas Norambuena     | Concertación por la Democracia | PDC     | 4 521 | 11,72% | Concejal  |
| Francisco Reyes Aguayo       | Concertación por la Democracia | PPD     | 3 754 | 9,73%  | Concejal  |
| Claudio Roldán Pérez         | Alianza                        | UDI     | 2 408 | 6,24%  | Concejal  |
| Pedro Rivas Carmona          | Juntos Podemos                 | PH      | 2 137 | 5,54%  | Concejal  |
| Tania Concha Hidalgo         | Juntos Podemos                 | PCCh    | 1 825 | 4,73%  |           |
| Juan Flores Campos           | Juntos Podemos                 | ILA     | 1 819 | 4,71%  |           |
| Gregorio Corvalán Valenzuela | Concertación por la Democracia | PPD     | 1 608 | 4,17%  |           |

### Elecciones de consejeros regionales de 2013
- Elecciones de consejeros regionales de Chile de 2013 por las comunas de Coronel, San Pedro de la Paz, Lota, Hualqui y Santa Juana.

| Candidatos                    | Candidatos | Candidatos                     | Partido | Votos  | Porcentaje | Condición |
| Todos a La Moneda             | A-100      | Carla Partarrieu Peña          | ILA     | 1908   | 1,79       |           |
|                               | A-101      | Exequiel Barrientos Peñailillo | ILA     | 1091   | 1,02       |           |
|                               | A-102      | Anyelin Torres Valderrama      | ILA     | 771    | 0,72       |           |
|                               | A-103      | Cristián Castillo Moncada      | ILA     | 1160   | 1,08       |           |
| Regionalistas                 | D-104      | Luisa Uribe Vega               | PRI     | 1630   | 1,53       |           |
|                               | D-105      | Bernardo Ulloa Pereira         | ILD     | 8930   | 8,36       |           |
|                               | D-106      | Luis Uribe Moraga              | ILD     | 802    | 0,75       |           |
|                               | D-107      | Sergio Ortiz Troncoso          | ILD     | 1584   | 1,48       |           |
| Nueva Mayoría por Chile       | G-108      | Tania Concha Hidalgo           | PCCh    | 8855   | 8,29       | Consejera |
|                               | G-109      | Víctor Tiznado Césped          | PCCh    | 4803   | 4,49       |           |
|                               | G-110      | Carlos Vargas Hernández        | PPD     | 4087   | 3,83       |           |
|                               | G-111      | Jorge Venegas Troncoso         | MAS     | 4591   | 4,3        |           |
| Nueva Constitución para Chile | H-112      | Félix González Gatica          | PEV     | 14 142 | 13,24      | Consejero |
|                               | H-113      | Jaime Jara Aravena             | ILH     | 1348   | 1,26       |           |
|                               | H-114      | Hilda Sáez Toledo              | PI      | 934    | 0,87       |           |
|                               | H-115      | Sebastián Valdés Aravena       | PI      | 705    | 0,66       |           |
| Si tú quieres, Chile cambia   | I-116      | Óscar Morales Benavides        | ILI     | 3032   | 2,84       |           |
|                               | I-117      | Gustavo Silva Sáez             | ILI     | 1604   | 1,50       |           |
| Alianza                       | J-118      | Jaime Aravena Selman           | RN      | 7037   | 6,59       |           |
|                               | J-119      | Octavio Parra Cuadra           | RN      | 2303   | 2,16       |           |
|                               | J-120      | Jaime Vásquez Castillo         | UDI     | 9162   | 8,58       | Consejero |
|                               | J-121      | Cristián Fuentes Fuentes       | UDI     | 1107   | 1,03       |           |
| Nueva Mayoría para Chile      | K-122      | Eduardo Araya Poblete          | PS      | 5794   | 5,42       |           |
|                               | K-123      | Angélica Huerta Pino           | PS      | 6699   | 6,27       |           |
|                               | K-124      | Óscar Ferrel Martínez          | PDC     | 4879   | 4,57       |           |
|                               | K-124      | Edmundo Salas de la Fuente     | PDC     | 7872   | 7,37       | Consejero |

### Elecciones de consejeros regionales de 2017
- Elecciones de consejero regional de 2017, a Consejero Regional por la circunscripción provincial Concepción III (Coronel, Hualqui, Lota, San Pedro de la Paz y Santa Juana)[6]

| Candidato                  | Pacto                                | Partido | Votos  | %    | Resultado          |
| -------------------------- | ------------------------------------ | ------- | ------ | ---- | ------------------ |
| Jaime Vásquez Castillo     | Chile Vamos UDI-PRI-Independientes   | UDI     | 14 221 | 13,3 | Consejero regional |
| Tania Concha Hidalgo       | Por un Chile Justo y Descentralizado | PC      | 9957   | 9,3  | Consejero regional |
| Bernardo Ulloa Pereira     | Por un Chile Justo y Descentralizado | PR      | 7619   | 7,1  |                    |
| Javier Guíñez Castro       | Unidos por la Descentralización      | DC      | 6577   | 6,2  | Consejero regional |
| Ana Albornoz Cuevas        | Frente Amplio                        | PH      | 6650   | 6,2  |                    |
| Edmundo Salas de la Fuente | Unidos por la Descentralización      | DC      | 6507   | 6,1  |                    |
| Anselmo Peña Rodríguez     | Chile Vamos RN-Evópoli               | RN      | 5520   | 5,2  | Consejero regional |

### Elecciones de gobernadores regionales de 2021
- Elecciones de Gobernadores Regionales 2021, para gobernador por la Región del Biobío (Primera vuelta).

|  | 27,51 % |

|  | 19,36 % |

|  | 15,01 % |

|  | 14,27 % |

|  | 9,52 % |

|  | 9,32 % |

|  | 3,41 % |

|  | 1,60 % |

|  | 91,51 % |

|  | 2,78 % |

|  | 5,71 % |

|  | 100,00 % |

|  | 41,23 % |

### Elecciones de consejeros regionales de 2021
- Elecciones de consejero regional de 2021, a Consejero Regional por la circunscripción provincial Concepción III (Coronel, Hualqui, Lota, San Pedro de la Paz y Santa Juana)[7]

| Candidato                  | Pacto                                          | Partido | Votos | %    | Resultado          |
| -------------------------- | ---------------------------------------------- | ------- | ----- | ---- | ------------------ |
| Tania Concha Hidalgo       | Por un Chile Digno                             | PC      | 8963  | 8,32 | Consejero regional |
| Anselmo Peña Rodríguez     | Chile Vamos Renovación Nacional-Independientes | RN      | 5447  | 5,06 | Consejero regional |
| Francisco Reyes Aguayo     | Unidad Constituyente                           | PPD     | 5445  | 5,06 | Consejero regional |
| Juan Spoerer Brito         | Chile Vamos Evópoli-Independientes             | EVO     | 5066  | 4,70 |                    |
| Jaime Vásquez Castillo     | Chile Vamos UDI-Independientes                 | UDI     | 4148  | 3,85 | Consejero regional |
| Gustavo Torres Morales     | Chile Vamos Renovación Nacional-Independientes | RN      | 3248  | 3,02 |                    |
| Javiera Vargas Muñoz       | Ecologistas e independientes                   | Ind-PEV | 3215  | 2,98 | Consejero regional |
| Atrix Badilla Hernández    | Ecologistas e independientes                   | PEV     | 3195  | 2,97 |                    |
| Piero Blas Muñoz           | Partido de la Gente                            | PDG     | 3090  | 2,87 | Consejero regional |
| Walter Vega Garrido        | Republicanos e Independientes                  | PRCh    | 2882  | 2,68 |                    |
| Karin Mella Neira          | Partido de la Gente                            | PDG     | 2659  | 2,47 |                    |
| Edmundo Salas de la Fuente | Democracia Ciudadana                           | DC      | 2344  | 2,18 |                    |